# Обещание (фильм, 2001)
«Обеща́ние» (англ. The Pledge) — детективный кинофильм режиссёра Шона Пенна 2001 года с Джеком Николсоном в главной роли. Сценарий фильма основан на одноимённом романе швейцарского писателя Фридриха Дюрренматта. Дюрренматт написал и роман, и сценарий для немецкого фильма 1958 года «Это случилось при ясном свете дня» (нем. Es geschah am hellichten Tag).

## Сюжет
Теглайн: Детектив Джерри Блэк дал обещание поймать убийцу. Он не может нарушить обещание. Он не может поймать убийцу.
Детектив отдела по расследованию убийств Джерри Блэк уходит на пенсию. На прощальной вечеринке коллеги дарят ему билет на самолёт в Мексику, где он давно хотел порыбачить. На этой же вечеринке он узнаёт об одном деле, которое ведёт один из его коллег. Дело связано с изнасилованием и зверским убийством восьмилетней девочки, изуродованное тело которой найдено в горах Невады. Джерри решает помочь в раскрытии этого дела и откладывает поездку. Он выезжает на место преступления и встречается с матерью убитой девочки. На его долю выпадает тяжёлое бремя сообщить ей о смерти её дочери. Джерри даёт убитой горем матери обещание найти убийцу.
Главным подозреваемым в деле является умственно неполноценный индеец, который кончает жизнь самоубийством во время следствия. Джерри однако не верит в то, что он убийца, и продолжает расследование. Ему становится известно, что два похожих инцидента уже происходили в данной местности. Полный желания сдержать обещание, Джерри покупает старую автозаправочную станцию в горах и ведёт поиски человека, о котором известно только то, что он высокого роста и называет себя «Волшебником». Ключи к отгадке содержатся в рисунке убитой девочки, и Блэк пытается ими воспользоваться.
Джерри остаётся единственным человеком, кто убеждён, что орудует серийный убийца.
Джерри сумел заманить преступника в ловушку и находился уже в одном шаге от его поимки, но по дороге преступник разбился в автомобильной аварии, о чём Джерри не знал. В результате преступления остались нераскрытыми, а Джерри так никто и не поверил.

## В ролях
| Актёр             | Роль              |
| ----------------- | ----------------- |
| Джек Николсон     | Джерри Блэк       |
| Робин Райт Пенн   | Лори              |
| Аарон Экхарт      | Стэн Кролак       |
| Полин Робертс     | Крисси            |
| Патриша Кларксон  | Маргарет Ларсен   |
| Бенисио дель Торо | Тоби Джей Ваденах |
| Дейл Дикки        | Стром             |
| Тэрин Ноулз       | Джинни Ларсен     |
| Нельс Леннарсон   | Хэнк              |
| Хелен Миррен      | доктор            |
| Том Нунен         | Гарри Джексон     |
| Майкл О’Киф       | Дюэйн Ларсен      |
| Ванесса Редгрейв  | Аннализ Хансен    |
| Микки Рурк        | Джим Ольстад      |
| Айлин Райан       | Джин              |
| Люси Шмидт        | Альма Кейдж       |
| Сэм Шепард        | Эрик Поллак       |
| Лоис Смит         | Хелен Джексон     |
| Гарри Дин Стэнтон | Флойд Кейдж       |

## Производство
Съёмки происходили преимущественно в провинции Британская Колумбия в Канаде. За исключением нескольких начальных сцен, снятых в Рено, Невада, все остальные сняты в Керемеосе, Принстоне, Хедли, Меррите и Литтоне (все — в Британской Колумбии).
Роль секретарши персонажа Джека Николсона Джерри Блэка исполнила мать режиссёра фильма Шона Пенна.
Лодка, на которой персонаж Джека Николсона отправляется на рыбалку, называется так же, как зовут его дочь и сестру — «Милая Лорейн».
Фильм посвящён памяти художника-постановщика Майкла Хеллера и композитора Джека Ницше.

## Награды
Фильм «Обещание» участвовал в основной конкурсной программе Каннского кинофестиваля. Всего фильм номинировался на 6 различных премий.